# Comando de Vengadores de Mártires
El Comando de Vengadores de Mártires (acortado comúnmente como COVEMA), fue una organización paramilitar fundado bajo el amparo del Central Nacional de Informaciones (CNI), comandado por Ernesto Baeza Michelsen, para vengar la muerte del Teniente Coronel Roger Vergara, asesinado por el MIR el 15 de julio de 1980. Todos los secuestrados fueron finalmente liberados.
El COVEMA es conocido mayormente por el secuestró a 14 personas, ocurridos durante el transcurso de agosto de 1980, el cual dejó como víctima mortal a Eduardo Jara en la Posta N.º 4 de la comuna de Nuñoa como consecuencia de las torturas sufridas durante su secuestro.

## Antecedentes
A inicios de la década de los 80, varias células del Movimiento de Izquierda Revolucionaria (MIR) y el Frente Patriótico Manuel Rodríguez (FPMR) escalaban en los atentados realizados contra las fuerzas de seguridad chilenas, favoreciendo e incentivado la Doctrina de Seguridad Nacional que fue adoptada como institucional por el régimen de Augusto Pinochet
El grupo fue organizado después del atentado realizado contra el Teniente Coronel Roger Vergara, el entonces director de la Escuela Militar de Inteligencia de Santiago de Chile, el cual fue asesinado el 15 de julio de 1980, después de ser acribillado sujetos armados posiblemente del MIR esto en un barrio residencial de Santiago de Chile.

## Creación del COVEMA
Días después, el 24 de julio del mismo año Augusto Pinochet nombra al General Humberto Gordon Rubio nuevo Director de la CNI, con la encomienda de arrestar a los asesinos del coronel Vergara a "cualquier precio".

### Secuestros
El primer secuestro fue realizado el 23 de julio de 1980, siendo los estudiantes de periodismo de la Pontificia Universidad Católica de Chile, José Eduardo Jara (militante del MIR) y su compañera Cecilia Alzamora, ocurrido cuando ambos se dirigían en un taxi hacía la universidad. No fue hasta el 2 de agosto cuando fueron liberados en la comuna de La Reina, y horas después moriría por sus heridas José Eduardo.
Cinco días después son secuestrados Juan Capra y Nancy Ascueta desde su departamento, en la misma comuna. El mismo día es secuestrado el estudiante de Ingeniería Mecánica, Haisam Chaghoury, y el 29 de julio Alejandro Navarrete Coublé y Eduardo Pérez de Arza también fueron secuestrados, siendo abducidos en el Hospital Psiquiátrico de Santiago. El 30 de julio también fueron secuestrados Guillermo Hormazábal, jefe de Prensa de Radio Chilena y director de comunicaciones del Arzobispado de Santiago, y Mario Romero jefe de prensa de Radio Presidente Ibáñez de Punta Arenas, siendo liberados horas después, con signos de tortura.
Cerca de 31 años después del secuestro, Cecilia Alzamora (secuestrada y liberada junto a Jara) habla sobre lo ocurrido y entrega antecedentes inéditos sobre el papel que habría jugado una monja como delatora de las víctimas, cuestión que en abril declaró ante el juez Mario Carroza, quien investiga un caso que la justicia había dado por cerrado.

## Sentencias
Si bien los miembros del COVEMA actuaron con impunidad, no fue hasta junio de 1986, que la Segunda Sala de la Corte Suprema ordenó la apertura del caso relacionado con los secuestros.
El oficial retirado Eduardo Segundo Rodríguez Zamora y Nelson Byron Víctor Lillo Merodio, esto por su relación al homicidio José Eduardo Jara Aravena, así como el secuestro de Haisam Chaghoury.